# Issei Takayanagi
Issei Takayanagi (髙柳 一誠 Takayanagi Issei?), född 14 september 1986 i Kanagawa prefektur, är en japansk fotbollsspelare.
Takayanagi började sin karriär 2004 i Sanfrecce Hiroshima. Han spelade 110 ligamatcher för klubben. 2012 flyttade han till Consadole Sapporo. Efter Consadole Sapporo spelade han för Vissel Kobe, Roasso Kumamoto och Renofa Yamaguchi FC.